# ليتوفوس رايتس
ليتوفوس رايتس هو فريق كرة سلة ليتواني تأسس في 1964 يقع في فيلنيوس، ليتوانيا. يلعب في الدوري الليتواني لكرة السلة.

## وصلات خارجية
- الموقع%20الإلكتروني